# Gouvernement Cánovas (1)
Royaume d'Espagne
Sagasta II Jovellar
Le premier gouvernement Antonio Cánovas del Castillo  est le gouvernement du royaume d'Espagne en fonction le 31 décembre 1874 au 12 septembre 1875.

## Annexe